# كفر أبو الحسن
كفر أبو الحسن إحدى قرى مركز قويسنا التابع لمحافظة المنوفية في جمهورية مصر العربية.

## التاريخ
قرية كفر أبو الحسن من القرى القديمة، حيث وردت باسم «منية أبو الحسن» في أعمال جزيرة قوسينا ضمن قرى الروك الصلاحي التي أحصاها ابن مماتي في كتاب قوانين الدواوين، كما وردت باسم «منية أبي الحسين» في أعمال الغربية ضمن قرى الروك الناصري التي أحصاها ابن الجيعان في كتاب «التحفة السنية بأسماء البلاد المصرية». وفي العصر العثماني وردت باسم «منية أبي الحسن» في التربيع العثماني الذي أجراه الوالي العثماني سليمان باشا الخادم في عصر السلطان العثماني سليمان القانوني ضمن قرى ولاية الغربية، وفي تاريخ 1228هـ/1813م الذي عدّ قرى مصر بعد المسح الذي قام به محمد علي باشا باسم «كفر أبو الحسن» ضمن قرى مديرية المنوفية.

## السكان
بلغ عدد سكان كفر أبو الحسن 5,683 نسمة، حسب الإحصاء الرسمي لعام 2006.
جاء في بيان الجهاز المركزي للتعبئة والإحصاء لسنة 2017 م أنّ عدد الأسر 1,954 أُسرة، وعدد السكان من الذكور 3,948 ذكر وعدد السكان من الإناث 3,782 أنثى، أي أنّ جُملة سكان كفر أبوالحسن 7,730 نسمة.